# Teodora Cantacuzena
Teodora Comnena Cantacuzena foi uma imperatriz-consorte de Trebizonda, esposa de Aleixo III de Trebizonda, entre 28 de setembro de 1351 e 20 de março de 1390.

## Família
Acredita-se que Teodora seja filha do sebastocrator Nicéforo Cantacuzeno. De acordo com a crônica de João VI Cantacuzeno, que era parente, Nicéforo foi preso por ordem de Aleixo Apocauco, um dos principais conselheiros de Ana de Saboia durante guerra civil contra João VI, em 1341. Ele foi solto depois e aparece governando Adrianópolis na década de 1350, já como sebastocrator. Donald Nicol defende que Nicéforo era um primo de João. Nada se sabe sobre a identidade da mãe de Teodora.

## Casamento
Quando o deposto imperador de Trebizonda Miguel foi enviado, depois de um tempo preso, a Constantinopla, o acompanhava o tatas Miguel Sampson, que foi incumbido de encontrar uma esposa adequada para o novo imperador trebizondino, Aleixo III. Nicol presume que João teria direcionado a busca, pois "a esposa encontrada era a filha de seu primo", Teodora, que chegou em Trebizonda em 3 de setembro de 1351 e se casou com Aleixo no dia 28. Eles se casaram na recém reconstruída Igreja de Santo Eugênio. O novo marido de Teodora estava a uma semana de completar treze anos e acredita-se que Teodora tinha a mesma idade.
Tudo o que sabemos sobre sua vida como imperatriz baseia-se principalmente na crônica de Miguel Panareto, que é sempre sucinto. Sua obra menciona a imperatriz — que reinaria por mais de trinta anos — apenas seis vezes, incluindo o registro de seu casamento e de sua morte. Ela é mencionada ainda duas vezes mais apenas pelo título de despina, ao passo que, nos registros do nascimento dos dois filhos de Aleixo, seu nome não aparece. Teodora acompanhou Aleixo quanto ele marchou contra João Tzaniques e esmagou sua revolta em março de 1352; acompanhou Aleixo e a mãe dele, Irene de Trebizonda, quando embarcou com a frota contra o mega duque rebelde Nicetas Escolário em 1355; estava com os dois novamente quando fugiram da Peste Negra em Trebizonda em 1362; e, finalmente, esteve presente no casamento de sua filha Ana em junho de 1367. O único registro de Panereto sobre Teodora que não se explica pelo seu papel como consorte ou imperatriz é a surpreendente participação na procissão funerária do filho ilegítimo de Aleixo, Andrônico, com a mãe dele, sua rival; ele morreu em circunstâncias suspeitas depois de cair da cidadela em 14 de março de 1376.
Aleixo morreu em 20 de março de 1390 e Teodora ainda estava viva, pois se retirou para um mosteiro de Constantinopla na ocasião. É provável que ela seja a freira "Teodósia Cantacuzena" que o patriarca Mateus I de Constantinopla descreveu como "a última imperatriz do oriente" num documento de junho de 1400 sobre o dinheiro que esta freira havia deixado como herança para construir um "xenon" ("albergue") na cidade.

## Família
De seu casamento com Aleixo III de Trebizonda, Teodora teve pelo menos sete filhos:
- Ana, que se casou com rei Jorge V da Geórgia.
- Basílio (setembro de 1358–1377)
- Manuel III (1364–1417), imperador 1390–1416. Casou-se com Eudócia da Geórgia.
- Eudócia, que se casou com Tajeddin, emir de Limnia em 8 de outubro de 1379[8].
- Filha de nome desconhecido, que se casou com Solimão Bei, emir de Calíbia
- Filha de nome desconhecido, que se casou com Mutahharten, emir de Erzinjane
- Filha de nome desconhecido, que se casou com Cara Osmã, líder da Confederação do Carneiro Branco

Retratos de Teodora e do marido, Aleixo III, pode ser vistos em duas crisobulas: uma que concede benefícios ao Mosteiro de Dionísio, em Monte Atos, de setembro de 1374, e outra que os concede ao Mosteiro de Sumela, fora de Trebizonda, em dezembro de 1364. Um retrato de Teodora e Aleixo foi pintado numa parede da Igreja da Virgem Crisocéfalo, em Trebizonda, mas foi destruído em algum momento depois de C. Texier ter feito um desenho deles na década seguinte.